# Dralfa
Dralfa (bulgariska: Дралфа) är ett distrikt i Bulgarien.   Det ligger i kommunen Obsjtina Tărgovisjte och regionen Tărgovisjte, i den nordöstra delen av landet, 260 km öster om huvudstaden Sofia.